# Gallina Frigyes
Gallina Frigyes (Császártöltés, 1879. február 24. – Budapest, 1933. március 4.), Budapest székesfőváros tanácsnoka, főjegyzője, az elnöki ügyosztály vezetője, szakíró.

## Élete
Olasz eredetű családból származott.
A fővárost 1897-től 1933-ig szolgálta, főként közjótékonysági és szociálpolitikai ügyekben. Több – főleg budapesti vonatkozású – könyvet írt, de rádióelőadásokat is tartott a témakörben.
Felesége Gömöry Vilma színésznő volt.
Alig 54 éves korában hunyt el szélhűdésben 1933-ban.

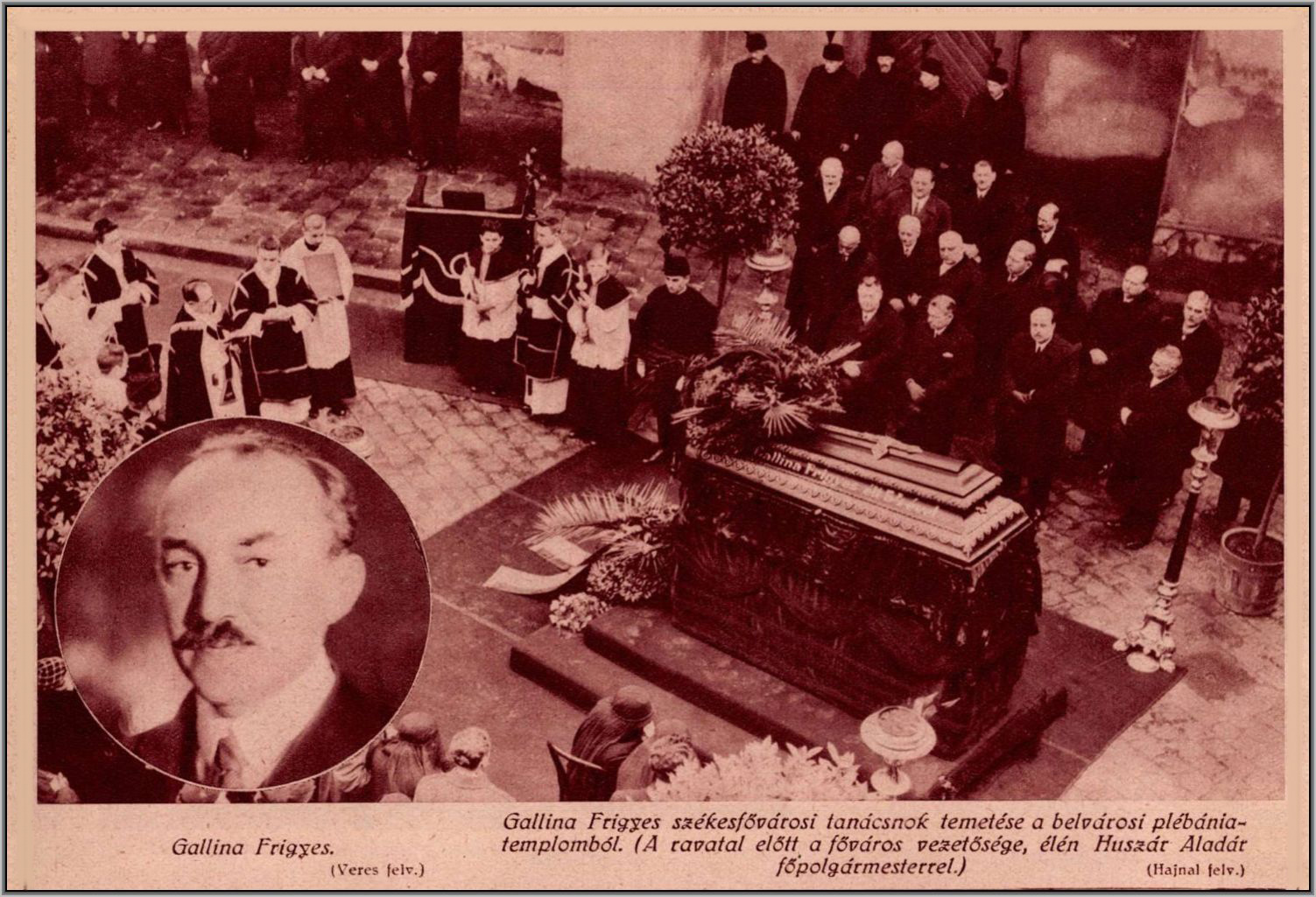
Ravatala a Belvárosi plébániatemplomban

Hajóson temették a családi sírboltban.

## Írásai
- Tíz év története Budapest életében, Budapest, 1930.[9]
- Budapest utcanevei, Városi Szemle, 16. évf. 1930. 1323−1357. o. (Önálló kiadványként: Budapest szfőv. házinyomdája, Budapest, 1931. 37 lap)
- Utcáink esztétikája, Budapest, 1931. Városi Szemle, 17. évf. 657−743. o. [10]
- Racionalizálási javaslatok I–II., Budapest, 1932.[11]
- Budapest Székesfőváros története képekben, Budapest, é. n. [1933.[12] – Richter Aladár rajzaival[13]

Szerkesztőként működött közre többekkel együtt:
- Közigazgatási jogszabályok gyüjteménye, Budapest, é. n.[14]

## Egyéb hivatkozások
- Gallina Frigyes életrajza In: Nemzeti Ujság, 1933. március 5. (15. évfolyam, 53. szám)
- György Endre: Amíg városatya lettem, Budapest, 1930. 46−48. oldal